# Карл Банцер
Карл Людвіг Ноа Банцер (нім. Carl Ludwig Noah Bantzer; 6 серпня 1857, Цигенхайн — 19 грудня 1941, Марбург) — німецький живописець, педагог, професор Королівської Академії живопису, скульптури, гравюри та архітектури в Дрездені. Як художник 
працював під впливом французького імпресіонізму. Член колонії художників у Віллінгсхаузені.

## Біографія
Карл Банцер народився сім'ї ветеринарного лікаря Генріха Банцера (1809—1863). Ріс у Швальмському регіоні (Північний Гессен). У 1863 році після смерті батька, його мати разом з чотирма синами переїхала до Марбурга. Карл Банцер відвідував Марбурзьку гімназію. Після закінчення гімназії вступив до Берлінської академії мистецтв. Під час навчання кілька разів повертався до рідних країв, писав картини, вивчав традиційний одяг Швальма, створив низку портретів. У 1884—1885 роках працював разом із дрезденським художником Вільгельмом Клаудіусом. У наступні роки він кілька разів приїжджав до Швальму на літні канікули. З січня по березень 1890 року продовжив навчання в Парижі, де його вразили картини французьких імпресіоністів. Повернувшись на батьківщину, оселився у Дрездені. Був членом колонії художників у Віллінгсгаузені.
У 1896 році він був призначений професором Королівської Академії живопису, скульптури, гравюри і архітектури в Дрездені. виставив у Мюнхені в 1898 році. У тому ж 1896 році він отримав малу золоту медаль на Міжнародній художній виставці в Берліні. У 1896—1897 роках він написав картину «Танцююча швальмерська молодь», яку вперше виставив у Мюнхені в 1898 році.
У 1899 році він одружився з Елен Френсіс Дарбішир (1874-1953). У цьому шлюбі народилося п'ятеро дітей, включаючи дочку Марігард Банцер, яка стала ілюстратором дитячих книг та дружиною художника Карла Френсіса Банцера, батька актора Крістофа та музиканта Клауса Банцера. У 1903 році Карл Банцер отримав велику золоту медаль на Великій Берлінській художній виставці.
Банцер був членом Асоціації німецьких художників, заснованої 1903 року. На своїй першій спільній щорічній виставці з Мюнхенським сецесіоном у 1904 році в Кельні. Він взяв участь у художній виставці у будівлі на Кенігсплац із картиною олією «Вечір». Він писав портрети швальмських фермерів і селянок, а в 1907 році створив картину «Прибиральниця врожаю», кілька весняних пейзажів на Нойштедтер-Візі і в 1908 році — «Наречену фермера». Карл Банцер був членом Королівської академії образотворчих мистецтв у Дрездені і мав титул гофрату (надвірного радника). У 1918 році він був призначений директором Академії мистецтв у Касселі, якою керував до 1923 року.
Банцер виховав багатьох відомих художників, серед яких Йоганн Брокхофф, Карл Зон-Ретель, Георг Генель, Конрад Феліксмюллер, Курт Швіттерс та інші.
Протягом усього життя Банцер постійно приїжджав працювати у Віллінгсхаузен та Марбург, де мав майстерню і де він помер у 1941 році у віці вісімдесяти чотирьох років.
У 2005 році був опублікований роман «Танець Швальмера» письменника і лікаря Хеннінга Шефера. Кримінальна історія розповідає про два попередні начерки до картини Карла Банцера «Швельмерська молодь на танцях». Частина його писемної спадщини зберігається у Німецькому художньому архіві Німецького національного музею у Нюрнберзі. Ім'я Карла Банцера носять школа у Швальмштадті, вулиці у Касселі, Марбурзі, Гіссені, Гоппельні та Швальмштадті.

## Галерія

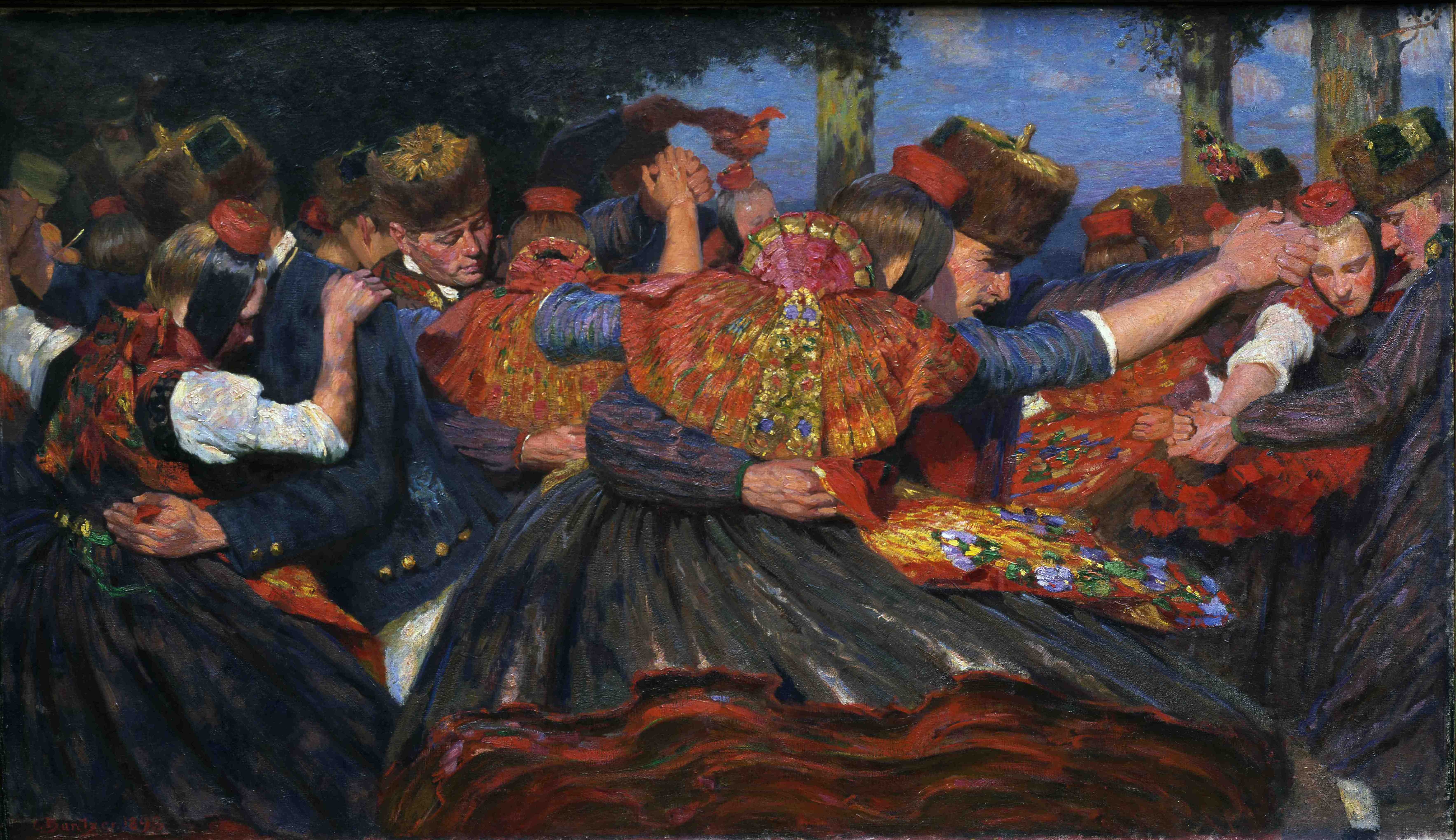
У танці. 1897-1898. Полотно, олія. Музей історії мистецтв та культури при Марбурзькому університеті
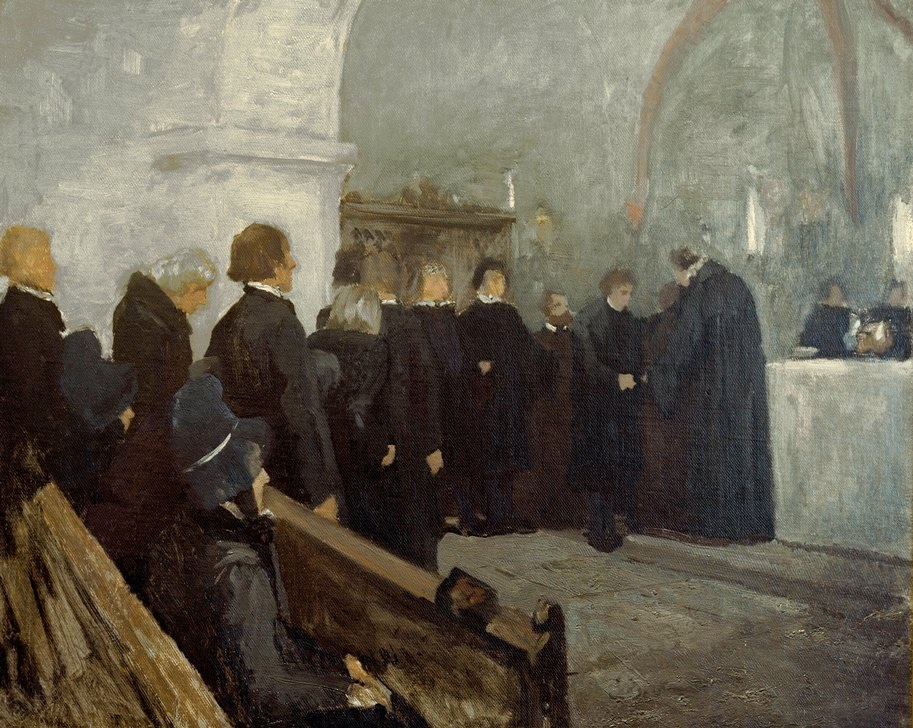
Святе причастя у гессенській сільській церкві. 1891. Ескіз. Полотно, олія. Приватні збори
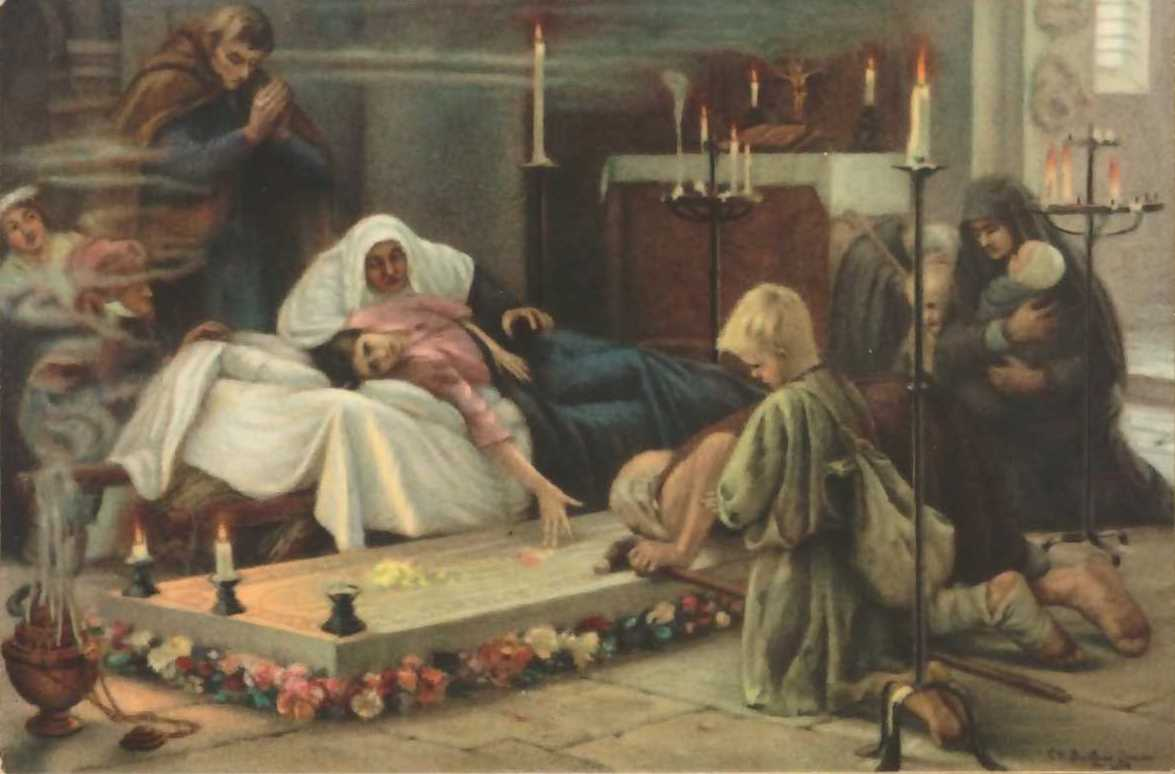
Прочани біля тіла святої Єлизавети. 1888. Полотно, олія. Державні художні збори Дрездена
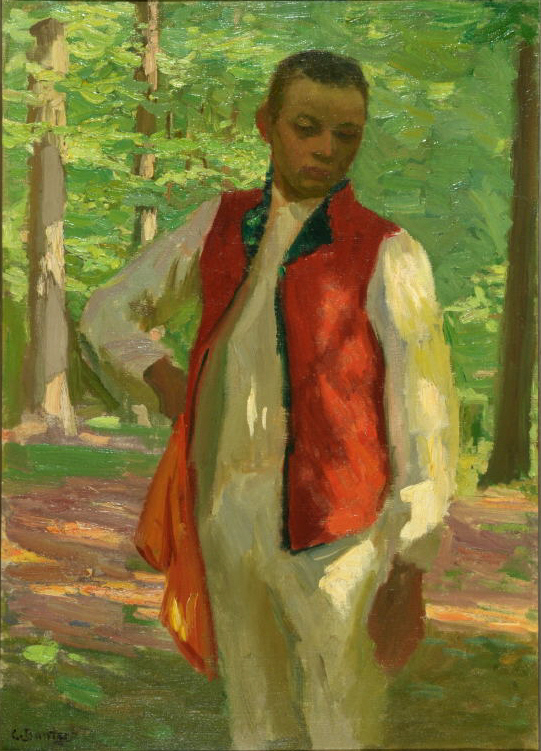
Портрет хлопчика в полотняний костюм. Приватні збори
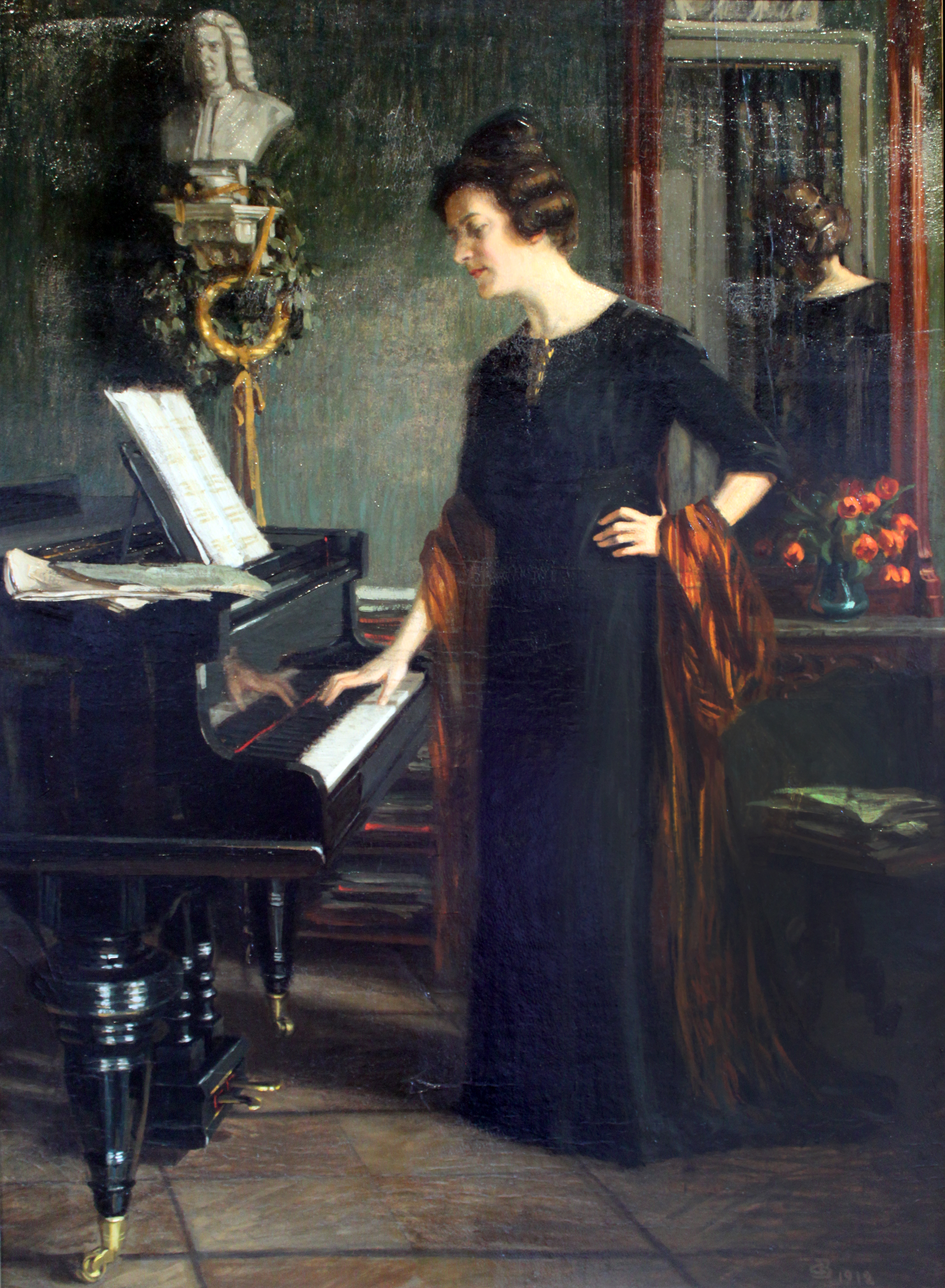
Портрет Еммі Лайснер. 1912. Полотно, олія. Міський музей, Фленсбург